# Andalúzia Parlamentje
Andalúzia Parlamentje, a spanyolországi Andalúzia régió, regionális, egykamarás törvényhozói szerve. A parlament házelnökével, Andalúzia elnökével valamint a helyi kabinettel együtt tevődik ki, a Junta de Andalucía, amely a régió önigazgatási szerve.

## Történelem

### Polgárháború és a Franco-korszak
Eleinte a második köztársaság ideje alatt az autonómia ötletét a hatalom támogatta, de a polgárháború és a Franco-rendszer kialakulása nyomán az Andalúziai autonomista, önigazgatási törekvéseket szigorúan büntették és elnyomták. Az andalúz nacionalisták elnyomása egészen Franco haláláig, 1975-ig tartott. A Caudillo halála utáni demokratikus átmenet évei valamint az 1978-ben életbe lépett alkotmány újjáélesztette az autonomista törekvéseket. Az alkotmány második cikkelye kitér arra, hogy a különböző régióknak és nemzetiségeknek joga van autonóm közösségeket szervezni, a 8. fejezet pedig pontosan kifejti, milyen kompetenciák, feladatok és felelősségi körök adhatók az autonóm közösségeknek.

### Autonomía létrehozása
1977 decemberében mintegy másfél millió ember tüntetett Andalúzia tartományi székhelyein, hogy a régióban megválasztott képviselők és szenátorok üljenek össze egy parlamenti gyűlésben és hogy dolgozzák ki a régió státuszegyezményét. 1978 januárjában ülésezett az Andalúz Politikusok Gyűlése, akik jóváhagyták a rendeletet, hogy a régióban preautonóm módon follyon a kormányzás. 1978. áprilisban életbe lépett Andalúziában a preautonómia. Plácido Fernández Viagas elnöklésével megalakult Cádizban Andalúzia preautonóm Juntája.  Ez év decemberében 11 párt részvételével megszületett az Antequerái-egyezmény, amellyel Andalúzia elérte az autonómiai státuszt. 1978. december 27-én I. János Károly király pedig szentesítette az alkotmányt a Spanyol Parlament plenáris ülésén. Ettől kezdve Andalúziát történelmi régióként kezeli az állam, mint Baszkföld, Galícia és Katalónia esetében is.
1979 júniusában Rafael Escuredo Rodríguez elnökségével felállt a regionális Junta, amelynek ülése Granadában volt. A plenáris ülésen megszavazták az önkormányzatok felállítását és a regionális státuszegyezményt. Ezeket népszavazáson is érvényre akarta juttatni a regionális Junta. Ez év augusztus végére az andalúz önkormányzatok 95%-a csatlakozott a státuszegyezmény életbe léptetéséhez.
1980 februárjában ratifikálták Andalúzia autonómiájáról szóló státuszegyezményét, amit Almería kivételével mindegyik tartomány elfogadott. Almeríában ugyanis nem lett abszolút többsége az elfogadóknak. Eleinte megakadt az autonóm folyamat, de végül egy törvénymódosítással csak a Cortes Generales képviselőinek és szenátorainak jóváhagyása kellett.
1981-re megszületett a státuszegyezmény, amit I. János Károly király szentesített

### Első regionális választás
1982. május 23-án tartották meg az első regionális választást Andalúziában. Az alkotmány szerint 90-110 közöttire határozta meg a kiosztható mandátumok számát. Végül 109 mandátuma lett a régiónak, az alábbi elosztásban: Almería és Huelva egyenként 11, Jaén, Granada és Córdoba 13, Cádiz és Málaga 15, Sevilla tartomány pedig 17 mandátumot kapott. A választáson a Spanyol Szocialista Munkáspárt abszolút többséget szerzett.

### Parlament 1982 óta
1982 júniusában tartott első ülését a megválasztott Parlament a sevillai Reál Alcazarban.

## Feladatai
- Megválasztja Andalúzia régió elnökét
- A megszavazott törvényeket regionális hatáskörben életbe léptetik
- Jóváhagyja Andalúzia költségvetését
- A Junta de Andalucía regionális kormányzórendszer tevékenységét felügyeli, valamint regionális hivatalok és velük dolgozók közigazgatási szerveket is
- Felügyeli az Andalúziai regionális fenntartású egyetemek működését, a regionális kereskedelmi kamaráét és olyan egyéb intézeteket amelyek közpénzből működnek.